# 스코틀랜드의 선거구별 의원 목록 (2015년 ~ 2017년)
다음은 하원에 당선된 제 56대 영국 의회 (2015년 ~ 2017년)의 웨일스 선거구 내 국회의원 (MP) 목록이다. 2015년 5월 7일 치러진 2015년 총선에서 당선된 의원과 재보궐선거를 통해 이어서 당선된 의원을 포함한다.
이 목록은 의원명에 따라 정리했으며, 제 56대 의회 전 회기에 걸쳐 직무를 맡지 못하고 도중에 사임하거나 유예된 의원들은 이탤릭체로 표시했다. 총선 이후에 새롭게 당선된 의원들은 아래쪽에 추가해 놓았다.

## 의원 구성 현황
| 소속정당 | 소속정당              | 의원 |
|          | 스코틀랜드 국민당     | 56   |
|          | 스코틀랜드 노동당     | 1    |
|          | 스코틀랜드 보수당     | 1    |
|          | 스코틀랜드 자유민주당 | 1    |
| 총합     | 총합                  | 59   |

## 의원 목록
| 의원 | 의원                    | 선거구                                   | 정당                  | 초선연도 |
| ---- | ----------------------- | ---------------------------------------- | --------------------- | -------- |
|      | 타스미나 아흐메드셰이크 | 오킬 사우스퍼스셔                        | 스코틀랜드 국민당     | 2015년   |
|      | 리처드 아클리스         | 덤프리스갤러웨이                         | 스코틀랜드 국민당     | 2015년   |
|      | 한나 바델               | 리빙스턴                                 | 스코틀랜드 국민당     | 2015년   |
|      | 마이리 블랙             | 페이즐리 렌프루셔사우스                  | 스코틀랜드 국민당     | 2015년   |
|      | 이안 블랙포드           | 로스 스카이 러카버                       | 스코틀랜드 국민당     | 2015년   |
|      | 커스티 블랙맨           | 애버딘노스                               | 스코틀랜드 국민당     | 2015년   |
|      | 필 보스웰               | 코트브리지 크리스턴 벨쉴                 | 스코틀랜드 국민당     | 2015년   |
|      | 데이드레 브록           | 에딘버러노스 레이스                      | 스코틀랜드 국민당     | 2015년   |
|      | 앨런 브라운             | 킬마넉 라우던                            | 스코틀랜드 국민당     | 2015년   |
|      | 리사 캐머런             | 이스트킬브라이드 스트레이븐 레즈매헤이고 | 스코틀랜드 국민당     | 2015년   |
|      | 앨러스테어 카마이클     | 오크니 셰틀랜드                          | 스코틀랜드 자유민주당 | 2005년   |
|      | 더글라스 챕먼           | 던펌린 웨스트파이프                      | 스코틀랜드 국민당     | 2015년   |
|      | 조안나 체리             | 에딘버러 사우스웨스트                    | 스코틀랜드 국민당     | 2015년   |
|      | 로니 코언               | 인버클라이드                             | 스코틀랜드 국민당     | 2015년   |
|      | 안젤라 크롤리           | 래나크 해밀턴이스트                      | 스코틀랜드 국민당     | 2015년   |
|      | 마틴 데이               | 린리스고 이스트폴커크                    | 스코틀랜드 국민당     | 2015년   |
|      | 마틴 도처티             | 웨스트던반턴셔                           | 스코틀랜드 국민당     | 2015년   |
|      | 스튜어트 도날드슨       | 웨스트애버딘셔 킨카딘                    | 스코틀랜드 국민당     | 2015년   |
|      | 매리언 펠로스           | 머더웰 위쇼                              | 스코틀랜드 국민당     | 2015년   |
|      | 마가렛 퍼리어           | 루터글랜 해밀턴웨스트                    | 스코틀랜드 국민당     | 2015년   |
|      | 스티븐 게틴스           | 노스이스트파이프                         | 스코틀랜드 국민당     | 2015년   |
|      | 패트리시아 깁슨         | 노스애어셔 애런                          | 스코틀랜드 국민당     | 2015년   |
|      | 패트릭 그레디           | 글래스고노스                             | 스코틀랜드 국민당     | 2015년   |
|      | 피터 그랜트             | 글랜로시스                               | 스코틀랜드 국민당     | 2015년   |
|      | 네일 그레이             | 에어드리 쇼츠                            | 스코틀랜드 국민당     | 2015년   |
|      | 드류 핸드리             | 인버네스 네른 배드녹 스트래스페이        | 스코틀랜드 국민당     | 2015년   |
|      | 스튜어트 호지           | 던디이스트                               | 스코틀랜드 국민당     | 2005년   |
|      | 조지 캐러번             | 이스트로디언                             | 스코틀랜드 국민당     | 2015년   |
|      | 캘럼 커                 | 버윅셔 록스버러 셀커크                   | 스코틀랜드 국민당     | 2015년   |
|      | 크리스 로               | 던디웨스트                               | 스코틀랜드 국민당     | 2015년   |
|      | 앵거스 맥네일           | 너헬라넌어니어르 (웨스턴아일스)          | 스코틀랜드 국민당     | 2005년   |
|      | 캘럼 매케이그           | 애버딘사우스                             | 스코틀랜드 국민당     | 2015년   |
|      | 스튜어트 맥도날드       | 글래스고사우스                           | 스코틀랜드 국민당     | 2015년   |
|      | 스튜어트 맥도날드       | 컴버놀드 킬시스 커킨틸록이스트           | 스코틀랜드 국민당     | 2015년   |
|      | 나탈리 맥게리           | 글래스고이스트                           | 스코틀랜드 국민당     | 2015년   |
|      | 앤 맥너플린             | 글래스고 노스이스트                      | 스코틀랜드 국민당     | 2015년   |
|      | 존 맥넬리               | 폴커크                                   | 스코틀랜드 국민당     | 2015년   |
|      | 캐롤 모너건             | 글래스고 노스웨스트                      | 스코틀랜드 국민당     | 2015년   |
|      | 폴 모너건               | 케이스네스 서덜랜드 이스터노스           | 스코틀랜드 국민당     | 2015년   |
|      | 로저 멀린               | 커콜디 카우든비스                        | 스코틀랜드 국민당     | 2015년   |
|      | 데이비드 먼델           | 덤프리스셔 클라이즈데일 트위드데일       | 스코틀랜드 보수당     | 2005년   |
|      | 이안 머레이             | 에딘버러사우스                           | 스코틀랜드 노동당     | 2010년   |
|      | 개빈 뉴랜즈             | 페이즐리 렌프루셔노스                    | 스코틀랜드 국민당     | 2015년   |
|      | 존 니콜슨               | 이스트던바턴셔                           | 스코틀랜드 국민당     | 2015년   |
|      | 브렌더 오하라           | 아가일 뷰트                              | 스코틀랜드 국민당     | 2015년   |
|      | 커스튼 오스왈드         | 이스트렌프루셔                           | 스코틀랜드 국민당     | 2015년   |
|      | 스티븐 패터슨           | 스털링                                   | 스코틀랜드 국민당     | 2015년   |
|      | 앵거스 로버트슨         | 머리                                     | 스코틀랜드 국민당     | 2001년   |
|      | 엘릭스 새먼드           | 고든                                     | 스코틀랜드 국민당     | 2015년   |
|      | 토미 셰퍼드             | 에딘버러이스트                           | 스코틀랜드 국민당     | 2015년   |
|      | 크리스 스티븐           | 글래스고사우스이스트                     | 스코틀랜드 국민당     | 2015년   |
|      | 오웬 톰슨               | 미들로디언                               | 스코틀랜드 국민당     | 2015년   |
|      | 미셸 톰슨               | 에딘버러웨스트                           | 스코틀랜드 국민당     | 2015년   |
|      | 앨리슨 튤리스           | 글래스고 센트럴                          | 스코틀랜드 국민당     | 2015년   |
|      | 마이크 와이어           | 앵거스                                   | 스코틀랜드 국민당     | 2001년   |
|      | 코리 윌슨               | 에어 캐릭 컴낙                           | 스코틀랜드 국민당     | 2015년   |
|      | 에일리드 화이트포드     | 밴프 버컨                                | 스코틀랜드 국민당     | 2010년   |
|      | 필리파 위트포드         | 센트럴에어셔                             | 스코틀랜드 국민당     | 2015년   |
|      | 피트 위셔트             | 퍼스 노스퍼스셔                          | 스코틀랜드 국민당     | 2005년   |

## 재보궐선거
2015년 총선 이후 현재까지 치러진 재보궐선거는 없다.

## 같이 보기
- 2015년 영국 총선
- 2015년 영국 총선 당선자 목록
- 잉글랜드의 선거구별 의원 목록 (2015년 ~ 2017년)
- 웨일스의 선거구별 의원 목록 (2015년 ~ 2017년)
- 북아일랜드의 선거구별 의원 목록 (2015년 ~ 2017년)